# 3489-es busz
A 3489-es jelzésű autóbusz egy helyközi autóbuszjárat, amelyet a Volánbusz Zrt. üzemeltet. A járat Pétervására és Kisfüzes között közlekedik.
Útvonalának hossza 5,1 km, a menetidő 10 perc.

## Megállóhelyei
| 0  | Pétervására, autóbusz-váróterem | 10 | 1031, 1034, 1347, 1349, 1351, 1384, 3462, 3474, 3476, 3478, 3479, 3481, 3482, 3483, 3484, 3490, 3491, 3492, 3494 |
| 8  | Kisfüzes, Dózsa György út 35.   | 2  | |
| 10 | Kisfüzes, Dózsa György út 6.    | 0  | |